# And So: On
| Críticas profissionais | Críticas profissionais |
| Avaliações da crítica  | Avaliações da crítica  |
| Fonte                  | Avaliação              |
| ---------------------- | ---------------------- |
| Allmusic               | [ 1 ]                  |

And So: On é o terceiro álbum do cantor e compositor norte-americano Jimmy Webb, lançado em maio de 1971 pela Reprise Records.

## Faixas
Todas as músicas foram escritas por Jimmy Webb.
1. "Met Her on a Plane" – 3:04
2. "All Night Show" – 3:03
3. "All My Love's Laughter" – 4:11
4. "Highpockets" – 5:25
5. "Marionette" – 2:33
6. "Laspitch" – 6:04
7. "One Lady" – 3:31
8. "If Ships Were Made to Sail" – 2:18
9. "Pocketful of Keys" – 4:02
10. "See You Then" – 4:56

## Ficha técnica
- Jimmy Webb - vocais, teclados
- Larry Coryell - guitarra
- Tom Scott - saxofone alto
- Francie Lauridsen - flauta
- Lance Allworth - Harmônica
- Skip Mosher - baixo elétrico, saxofone tenor
- Ray Rich - percussão, bateria
- Terry Brown - vocais
- Sid Sharp - maestro